# Dysmilichia phaulopsis
Dysmilichia phaulopsis là một loài bướm đêm trong họ Noctuidae.